# Kitani Minoru
Kitani Minoru (木谷実 Mộc Cốc Thực) (25/1/1909 - 19/12/1975) là một trong các giáo sư cờ vây chuyên nghiệp nổi tiếng trong thế kỉ 20 của Nhật Bản.

## Tiểu sử
Ông được tặng danh hiệu "thiên tài" sau khi chiến thắng trong một trận cờ vây, ông chiến thắng 8 đối thủ khác từ Kiseisha trong năm 1928. Ông cũng chiến thắng trong một trận đấu nổi tiếng với Honinbo Shusai, người sau trận đấu đã về hưu. Trận đấu này được nhắc đến trong tác phẩm đạt giải Nobel "Vị thầy cờ vây" của Kawabata Yasunari.
Vào năm 1954 ông bị xuất huyết não và đã được chữa khỏi sau đó. Tuy nhiên căn bệnh đã quay lại với ông vào năm 1964, năm ông giã từ giới chuyên nghiệp. Vào năm 1967, Kitani Minoru được trao tặng giải Okura.
Segoe Kenshaku, là bạn cũng là đối thủ của ông đã tặng ông biệt danh "Kitani vĩ đại" vì những cống hiến trong cờ vây của ông.

## Tình bạn với Go Seigen
Kitani Minoru là một người có thiên khiếu về cờ vây và nhanh chóng được chú ý khi Viện cờ Nhật Bản được thành lập vào năm 1924. Ông cũng trở thành đối thủ và người bạn lớn nhất với Go Seigen sau khi Go Seigen đến Nhật Bản.
Go Seigen và Kitani Minoru là hai kì thủ tiên phong trong việc phát triển lý thuyết Khai cuộc kiểu mới, (Shinfuseki), trong giai đoạn 1933-1936 là giai đoạn mà cờ vây có bước cách tân rất mạnh.
Go Seigen và Kitani đối đầu với nhau trong trận đấu 10 ván nổi tiếng Kamakura (Kamakura jubango), Go Seigen đã thắng trong trận đấu này. Từ đó sự nghiệp Kitani không thể đạt được đỉnh cao như cũ, căn bệnh về tim mạch và sức khỏe kém cũng ngăn cản ông trở lại vị thế đỉnh cao của mình. Phong cách chơi cờ của ông được đánh giá rất riêng và ngoạn mục, với sự tấn công mạnh mẽ vào các vùng đất (moyo) an toàn.

## Lớp dạy cờ của Kitani
Kitani được ghi nhận là giáo viên lớn nhất của các kì thủ cờ vây chuyên nghiệp trong thời gian sau đó. Các lớp học và nhóm nghiên cứu cờ của ông bắt đầu mở rộng sau năm 1945 tại nhà Kitani ở nông thôn, trong điều kiện thực tế đã được điều hành bởi vợ của ông, đã tạo ra được một thế hệ các kì thủ chuyên nghiệp hàng đầu Nhật Bản từ những năm đầu thập kỉ 1970 đến giữa thập kỉ 1990. Con gái của ông là Reiko (1939-1996) cũng là kì thủ chuyên nghiệp, đạt 6p, đã thắng nhiều lần cuộc thi đấu cờ vây dành cho giới nữ toàn Nhật Bản, kết hôn với một trong những học trò xuất sắc nhất của ông, Kobayashi Koichi. Đến lượt Izumi Kobayshi, cháu gái của Kitani, là một trong các nữ kì thủ dẫn đầu của Nhật Bản trong thế hệ của mình.
Vào thời điểm Kitani qua đời, ông đã dạy hơn 60 học trò, trong đó 40 người đã đạt được cấp chuyên nghiệp. Tổng số cấp độ (dan) chuyên nghiệp của học trò của ông hơn 250.